# Кихара, Рюити
Рюити Кихара (яп. 木原 龍一; род. 22 августа 1992, Итиномия, Айти) ― японский фигурист, выступающий в парном катании с Рику Миура. Вместе они — серебряные призёры зимних Олимпийских игр в Пекине в командном соревновании (2022), двукратные чемпионы мира (2023, 2025), двукратные серебряные призёры чемпионата мира (2022, 2024), двукратные чемпионы четырёх континентов (2023, 2025), серебряные призёры чемпионата четырёх континентов (2024), победители финала Гран-при сезона 2022/2023, двукратные чемпионы Японии (2020, 2025).
Рику Миура и Рюити Кихара — первые японские фигуристы, которым удалось завоевать титул чемпионов мира в парном катании
По состоянию на 28 марта 2025 года пара занимает 3-е место в рейтинге Международного союза конькобежцев (ИСУ).

## Биография
Родился 22 августа 1992 года в городе Итиномия (префектура Айти, Япония).
Как фигурист-одиночник был двукратным бронзовым призером серии Гран-при среди юниоров ИСУ и серебряным призером среди юниоров Японии 2010–2011 годов.
Перейдя в парное катание выступал на соревнованиях вместе с Наруми Такахаси и Миу Судзаки, представляя Японию на зимних Олимпийских играх 2014 и 2018 годов соответственно.
Вместе со своей новой партнершей по парному катанию Рику Миурой он стал серебряным призером Skate America 2021 года, чемпионом CS Autumn Classic 2021 года и национальным чемпионом Японии 2020 года. 
Вместе с Рику Миурой завоевал бронзовую медаль в командных соревнованиях на зимних Олимпийских играх 2022 года в Пекине.

## Программы

### С Миура
| Сезон     | Короткая программа | Произвольная программа | Показательные номера                                                       |
| --------- | --- | --- | -------------------------------------------------------------------------- |
| 2024–2025 | - «Paint It Black» The Rolling Stones хореография: Ше-Линн Бурн | - «Adiós» Бенджамин Клементин хореография: Мари-Франс Дюбрёй | - «Can’t Stop the Feeling!» Джастин Тимберлейк                             |
| 2023–2024 | - «Dare You to Move Switchfoot в исполнении Vitamin String Quartet хореография: Джули Маркотте - «I Put a Spell on You Скримин Джей Хокинс и Herb Slotkin в исполнении Kandace Springs хореография: Джули Маркотте | - «Woman» Шоун Филлипс хореография: Джули Маркотте - «Une chance qu'on s'a Селин Дион и Жан-Пьерр Ферланд - «Amour infini Карл Хуго хореография: Джули Маркотте | - «You'll Never Walk Alone»» в исполнении Маркуса Мамфорда и Элвиса Пресли |
| 2022–2023 | - «You'll Never Walk Alone» Ричард Роджерс и Оскар Хаммерстайн II в исполнении Маркуса Мамфорда и Элвиса Пресли хореография: Джули Маркотте                                                                        | - «Atlas: Two» Sleeping at Last хореография: Джули Маркотте | - «I Lived» OneRepublic                                                    |
| 2021–2022 | - «Hallelujah» Леонард Коэн в исполнении k.d. lang хореография: Джули Маркотте | - «Woman» Шоун Филлипс хореография: Джули Маркотте | - «I Lived» OneRepublic                                                    |
| 2020–2021 | - «Hallelujah» Леонард Коэн в исполнении k.d. lang хореография: Джули Маркотте | - «Woman» Шоун Филлипс хореография: Джули Маркотте | - «Million Reasons» Леди Гага                                              |
| 2019–2020 | - «Nocturnal Animals» Абель Коженёвский хореография: Элли Ханн-Маккарди | - «Fix You» Coldplay хореография: Валери Соретт | - «Million Reasons» Леди Гага                                              |

### С Судзаки
| Сезон     | Короткая программа                                                                  | Произвольная программа                                                                            | Показательные номера                         |
| --------- | ----------------------------------------------------------------------------------- | ------------------------------------------------------------------------------------------------- | -------------------------------------------- |
| 2018–2019 | - «Malagueña» Эрнесто Лекуона хореография: Паскуале Камерленго                      | - «Turn to Stone» Ингрид Майклсон хореография: Юка Сато, Джереми Эбботт                           |                                              |
| 2017–2018 | - «Yuri on Ice» Таро Умэбаяси хореография: Юка Сато                                 | - «Ромео и Джульетта» Нино Рота хореография: Паскуале Камерленго                                  | - «Yuri on Ice» Таро Умэбаяси                |
| 2016–2017 | - «Out of the Garage» Дэниэл Пембертон - «Миссия невыполнима» хореография: Юка Сато | - «Звёздные войны»: - «Duel of the Fates» - «Across the Stars» Джон Уильямс хореография: Юка Сато | - «Миссия невыполнима» хореография: Юка Сато |
| 2015–2016 | - «Let it go» хореография: Юка Сато                                                 | - «Звёздные войны»: - «Duel of the Fates» - «Across the Stars» Джон Уильямс хореография: Юка Сато | - «Move Together»                            |

## Спортивные достижения

### с Миура
| Соревнования                   | 19/20         | 20/21         | 21/22         | 22/23         | 23/24         | 24/25         |
| Международные                  | Международные | Международные | Международные | Международные | Международные | Международные |
| ------------------------------ | ------------- | ------------- | ------------- | ------------- | ------------- | ------------- |
| Олимпийские игры               |               |               | 7             |               |               |               |
| Чемпионат мира                 | C             | 10            | 2             | 1             | 2             | 1             |
| Чемпионат четырёх континентов  | 8             |               |               | 1             | 2             | 1             |
| Финал Гран-при                 |               |               | C             | 1             |               | 2             |
| Этап Гран-при. NHK Trophy      | 5             |               | 3             | 1             |               | 2             |
| Этап Гран-при. Skate America   |               |               | 2             |               |               | 1             |
| Этап Гран-при. Skate Canada    |               | C             |               | 1             |               |               |
| CS Autumn Classic              |               |               | 1             |               |               |               |
| CS Lombardia Trophy            |               |               |               |               |               | 2             |
| Международные командные        |               |               |               |               |               |               |
| Олимпийские игры               |               |               | 2             |               |               |               |
| Командный чемпионат мира       |               | 3             |               | 3             |               | 2             |
| Национальные                   |               |               |               |               |               |               |
| Чемпионат Японии               | 1             |               |               |               |               | 1             |
| CS — турнир серии «Челленджер» |               |               |               |               |               |               |

### с Судзаки
| Соревнования                  | 15/16         | 16/17         | 17/18         | 18/19         |
| Международные                 | Международные | Международные | Международные | Международные |
| ----------------------------- | ------------- | ------------- | ------------- | ------------- |
| Олимпийские игры              |               |               | 21            |               |
| Чемпионат мира                |               |               | 24            | WD            |
| Чемпионат четырёх континентов |               | 13            | 8             | WD            |
| Этап Гран-при. NHK Trophy     |               |               | 8             | 8             |
| Этап Гран-при. Хельсинки      |               |               |               | 8             |
| Finlandia Trophy              |               |               |               | 10            |
| Asian Open                    |               | 3             | 2             |               |
| Международные командные       |               |               |               |               |
| Олимпийские игры              |               |               | 5             |               |
| Национальные                  |               |               |               |               |
| Чемпионат Японии              | 3             | 2             | 1             | 1             |

### с Такахаси
| Соревнования                  | 13/14         | 14/15         |
| Международные                 | Международные | Международные |
| ----------------------------- | ------------- | ------------- |
| Олимпийские игры              | 18            |               |
| Чемпионат мира                | 17            | 19            |
| Чемпионат четырёх континентов |               | 10            |
| Этап Гран-при. Rostelecom Cup |               | 7             |
| Этап Гран-при. NHK Trophy     |               | 7             |
| Nebelhorn Trophy              | 11            | 7             |
| Lombardia Trophy              | 7             |               |
| Международные командные       |               |               |
| Олимпийские игры              | 5             |               |
| Национальные                  |               |               |
| Чемпионат Японии              | 1             | 1             |